# امیرهوشنگ زند
امیرهوشنگ زند (۱۳۳۲ - تهران) مدیر دوبلاژ، دوبلور و مترجم ایرانی است.
او دوبلهٔ حرفه‌ای را از سال ۱۳۴۰ با فیلم «نقاب آهنین» آغاز کرد. او هم‌چنین در دوبلهٔ انیمیشن «پسر دریا»، اولین انیمیشنی که در ایران دوبله شد، حضور داشت.

## تحصیلات
زند فارغ‌التحصیل از مدرسهٔ فیلم لندن در سال ۱۳۵۷ خورشیدی (۱۹۷۸ میلادی) است. هم‌چنین او مدرک لیسانس فیلم‌سازی از انستیتو هنر سان‌فرانسیسکو دریافت کرده‌است.

## خانواده
پسرش سینا زند، دوبلور بود که در تاریخ ۳۱ خرداد ۱۴۰۲ به دلیل ایست قلبی درگذشت.

## فعالیت دوبلاژ
گویندگی
| عنوان فیلم / انیمیشن         | نقش                      | بازیگر                |
| ---------------------------- | ------------------------ | --------------------- |
| جوزه، ببر و ماهی (فیلم ۲۰۲۰) | تسونئو سوزوکاوا          | تایشی ناکاگاوا        |
| موریاتی وطن‌پرست              | ویلیام جیمز موریارتی     | سوما سایتو            |
| خون وین (مجموعه تلویزیونی)   | مکس لیبرمن               | متیو بیرد             |
| برکینگ بد                    | جسی پینکمن               | آرون پال              |
| ال کامینو: فیلم بریکینگ بد   | جسی پینکمن               | آرون پال              |
| بهتره با ساول تماس بگیری     | ناچو                     | مایکل ماندو           |
| ماسک (فیلم ۱۹۹۴)             | استنلی ایپکیس            | جیم کری               |
| داستان عامه‌پسند              | جیمی دیمیک               | کوئنتین تارانتینو     |
| پسر ماسک                     | تیم اوری/ماسک            | جیمی کندی             |
| محوطه (فیلم ۲۰۰۰)            | تیم بریکس                | جووانی ریبیسی         |
| راه اسلحه                    | پارکر                    | رایان فیلیپ           |
| پلیس خفن                     | نیکلاس انجل              | سایمون پگ             |
| هوانورد (فیلم ۲۰۰۴)          | هوارد هیوز               | لئوناردو دی‌کاپریو     |
| قتل های دوبلین               | راب                      |                       |
| آن: بخش دوم                  | بیلی دنبرا               | جیمز مک‌آووی           |
| برادران شیردل                | یوناتان                  |                       |
| ماتریکس                      | نئو                      | کیانو ریوز            |
| لوکی (مجموعه تلویزیونی)      | لوکی                     | تام هیدلستون          |
| انتقام جویان                 | لوکی                     | تام هیدلستون          |
| شرلوک هولمز (فیلم ۲۰۰۹)      | لرد کوارد                | هانس متیسون           |
| ثور ۱                        | لوکی                     | تام هیدلستون          |
| نجات سرباز رایان             | جکسون                    | بری پپر               |
| کاپیتان فیلیپس (فیلم)        | ریچارد فیلیپس            | تام هنکس              |
| مردعنکبوتی 2                 | هری آزبورن               | جیمز فرانکو           |
| مرد عنکبوتی۱                 | هری آزبورن               | جیمز فرانکو           |
| ايندياناجونز                 | جك بلك                   | پائول فريمن           |
| ارباب حلقه ها                | لگولاس                   | اورلاندو بلوم         |
| بازگشت به آینده قسمت ۳       | مارتی مک فلای            | مایکل جی فاکس         |
| من سم هستم                   |                          | شان پن                |
| مکانی آنسوی کاج‌ها            |                          | رایان گاسلینگ         |
| لیست سیاه                    |                          | تام کین               |
| مردان ایکس: کلاس اول         | چارلز اگزاویر            | جیمز مک‌آووی           |
| مأموریت غیرممکن ۴            |                          | سایمون پگ             |
| بین راهی                     |                          | سی توماس هاول         |
| تالار شهر                    |                          | جان کیوزاک            |
| من و اسب آبی                 |                          | جو باگنر-آرموند       |
| ماجراهای تن‌تن                | تن‌تن                     |                       |
| داستان اسباب‌بازی ۲           | کلانتر وودی              | تام هنکس              |
| فوتبالیست‌ها                  | واکاشی زوما              |                       |
| ترمینال                      |                          | دیگو لوما             |
| چاقوکشی (فیلم ۲۰۱۹)          | رانسم درایسدل            | کریس ایوانز           |
| رابین هود (فیلم ۱۹۷۳)        | راوی (خروس) تریگر (کرکس) | راجر میلر جورج لیندزی |
| رام جانه                     | دوستِ رام جانه            |                       |

مدیریت دوبلاژ

پالپ فیکشن

هوش مصنوعی

ماتریکس

زیر آسمان برلین یا (بهشت بر فراز برلین/بال‌های اشتیاق)

معجزهٔ سوم

حفرهٔ خرگوش

روزی روزگاری در آمریکا

ارباب حلقه‌ها (۱ - ۲ - ۳)

رنگو

راز: شهامت خیال‌پردازی

تباهی

بریکینگ بد

بهتره با ساول تماس بگیری
لازم به ذکر است که مدیریت دوبلاژ سه گانه ارباب حلقه‌ها از مهمترین فعالیت های وی است. او حدود 30 گوینده حرفه ای را برای دوبله این سه گانه ماندگار انتخاب کرد و برای دوبله فیلم جایزه دریافت کرد.همچنین این تیم دوبلاژ،بهترین گروه دوبله برای یک فیلم در تاریخ دوبله ایران شناخته شد.
سایر فعالیت‌ها

مدیریت دوبلاژ در استودیو سینماژ

تأسیس استودیو ۹۷ به‌همراه سیامک اعتمادی و مسعود بهنام (۱۳۶۱ هجری خورشیدی)

مسئول استودیو ایران فیلم تا قبل از سال ۱۳۷۰ هجری خورشیدی